# Verein für Bewegungsspiele Stuttgart 1893 1982-1983
Questa voce raccoglie le informazioni riguardanti il Verein für Bewegungsspiele Stuttgart 1893 nelle competizioni ufficiali della stagione 1982-1983.

## Stagione
Nella stagione 1982-1983 il Stoccarda, allenato da Helmut Benthaus, concluse il campionato di Bundesliga al 3º posto. In Coppa di Germania il Stoccarda fu eliminato in semifinale dal Colonia.

## Rosa
| N. |                     | Ruolo | Calciatore          |
| -- | ------------------- | ----- | ------------------- |
| 13 | Germania (bandiera) | D     | Günther Schäfer     |
|    | Germania (bandiera) | P     | Siegfried Grüninger |
|    | Germania (bandiera) | P     | Helmut Roleder      |
|    | Germania (bandiera) | D     | Bernd Förster       |
|    | Germania (bandiera) | D     | Karlheinz Förster   |
|    | Germania (bandiera) | D     | Werner Habiger      |
|    | Germania (bandiera) | D     | Hans-Peter Makan    |
|    | Germania (bandiera) | D     | Kurt Niedermayer    |
|    | Germania (bandiera) | D     | Horst Schlierer     |
|    | Germania (bandiera) | C     | Karl Allgöwer       |

| N. |                     | Ruolo | Calciatore          |
| -- | ------------------- | ----- | ------------------- |
|    | Germania (bandiera) | C     | Erwin Hadewicz      |
|    | Germania (bandiera) | C     | Arthur Jeske        |
|    | Germania (bandiera) | C     | Thomas Kempe        |
|    | Germania (bandiera) | C     | Hermann Ohlicher    |
|    | Islanda (bandiera)  | C     | Ásgeir Sigurvinsson |
|    | Germania (bandiera) | C     | Gunnar Weiß         |
|    | Germania (bandiera) | A     | Uwe Bialon          |
|    | Germania (bandiera) | A     | Walter Kelsch       |
|    | Germania (bandiera) | A     | Peter Reichert      |
|    | Francia (bandiera)  | A     | Didier Six          |

## Organigramma societario
Area tecnica
- Allenatore: Helmut Benthaus
- Allenatore in seconda: Willi Entenmann
- Preparatore dei portieri:
- Preparatori atletici:

## Calciomercato

### Sessione estiva
| Acquisti | Acquisti            | Acquisti      | Acquisti |
| R.       | Nome                | da            | Modalità |
| -------- | ------------------- | ------------- | -------- |
| C        | Thomas Kempe        | Duisburg      |          |
| D        | Hans-Peter Makan    | Sandhausen    |          |
| D        | Kurt Niedermayer    | Bayern Monaco |          |
| D        | Horst Schlierer     | Stoccarda II  |          |
| C        | Ásgeir Sigurvinsson | Bayern Monaco |          |

| Cessioni | Cessioni             | Cessioni                | Cessioni |
| R.       | Nome                 | a                       | Modalità |
| -------- | -------------------- | ----------------------- | -------- |
| D        | Rainer Adrion        | Unterhaching            |          |
| A        | Harald Beck          | Kickers Stoccarda II    |          |
| A        | Etepe Kakoko         | Saarbrücken             |          |
| D        | Bernd Martin         | Bayern Monaco           |          |
| A        | Dieter Müller        | Bordeaux                |          |
| C        | Hansi Müller         | Inter                   |          |
| D        | Alexandru Sătmăreanu | Ft. Lauderdale Strikers |          |

### Sessione invernale
| Acquisti | Acquisti | Acquisti | Acquisti |
| R.       | Nome     | da       | Modalità |
| -------- | -------- | -------- | -------- |

| Cessioni | Cessioni | Cessioni | Cessioni |
| R.       | Nome     | a        | Modalità |
| -------- | -------- | -------- | -------- |

## Risultati

### Bundesliga

#### Girone di andata
| Arbitro: | Föckler |

|                 |           |         |
| Bönighausen 24’ | Marcatori | 72’ Six |

| Arbitro: | Engel |

|                       |           |             |
| Kempe 9’ Reichert 23’ | Marcatori | 62’ Tüfekçi |

| Arbitro: | Uhlig |

|  |           |                                                |
|  | Marcatori | 9’, 79’ Allgöwer 11’ Six 37’, 43’ Sigurvinsson |

| Arbitro: | Risse |

|                                           |           |                     |
| Six 5’, 54’ Sigurvinsson 31’ Ohlicher 88’ | Marcatori | 74’ (rig.) Reinders |

| Arbitro: | Barnick |

|          |           |              |
| Fach 47’ | Marcatori | 61’ Allgöwer |

| Arbitro: | Pauly |

|                                                |           |          |
| Reichert 2’ Förster 39’ Förster 86’ Kelsch 88’ | Marcatori | 65’ Bold |

| Arbitro: | Redelfs |

|  |           |                                        |
|  | Marcatori | 21’ Allgöwer 56’ Ohlicher 65’ Reichert |

| Arbitro: | Huster |

|                      |           |                                   |
| Ohlicher 14’ Six 73’ | Marcatori | 16’ (rig.) Pagelsdorf 20’ Wohlers |

| Arbitro: | Wippker |

|                                       |           |  |
| Körbel 20’ (rig.), 74’ (rig.) Cha 51’ | Marcatori |  |

| Arbitro: | Theobald |

|                                                      |           |                                       |
| Allgöwer 6’, 81’ Förster 20’ Reichert 44’ Kelsch 89’ | Marcatori | 58’ (rig.) Woelk 74’ (aut.) Schlierer |

| Arbitro: | Assenmacher |

|                                     |           |  |
| Hoeneß 16’, 60’ Rummenigge 67’, 88’ | Marcatori |  |

| Arbitro: | Stäglich |

|         |           |                   |
| Six 69’ | Marcatori | 40’, 43’ Hrubesch |

| Arbitro: | Roth |

|          |           |                                                     |
| Bruns 5’ | Marcatori | 18’ Niedermayer 36’ Reichert 69’ Ohlicher 79’ Kempe |

| Arbitro: | Wahmann |

|                                        |           |  |
| Kempe 32’ Reichert 54’ Kelsch 85’, 89’ | Marcatori |  |

| Arbitro: | Dellwing |

|            |           |  |
| Gruler 71’ | Marcatori |  |

| Arbitro: | Heitmann |

|            |           |                   |
| Allofs 38’ | Marcatori | 12’, 32’ Allgöwer |

| Arbitro: | Uhlig |

|                 |           |             |
| Niedermayer 22’ | Marcatori | 15’ Nilsson |

#### Girone di ritorno
| Arbitro: | Roth |

|                   |           |          |
| Allgöwer 32’, 86’ | Marcatori | 67’ Zorc |

| Arbitro: | Umbach |

|            |           |                                      |
| Janzon 88’ | Marcatori | 43’ Reichert 52’ Niedermayer 86’ Six |

| Arbitro: | Retzmann |

|                                    |           |  |
| Sigurvinsson 26’ Allgöwer 37’, 55’ | Marcatori |  |

| Arbitro: | Risse |

|                                         |           |                   |
| Sidka 10’ (rig.) Meier 15’ Neubarth 63’ | Marcatori | 59’, 61’ Reichert |

| Arbitro: | Brehm |

|           |           |            |
| Kempe 41’ | Marcatori | 36’ Dusend |

| Arbitro: | Ahlenfelder |

|              |           |                           |
| Hofeditz 34’ | Marcatori | 28’ Reichert 75’ Allgöwer |

| Arbitro: | Barnick |

|                                                        |           |                                     |
| Reichert 24’, 88’ Six 70’ Allgöwer 75’ Niedermayer 78’ | Marcatori | 11’ Röber 63’ Winklhofer 87’ Økland |

| Arbitro: | Hontheim |

|                        |           |                        |
| Lienen 69’ Wohlers 90’ | Marcatori | 72’ Allgöwer 86’ Kempe |

| Arbitro: | Heitmann |

|                                    |           |           |
| Kempe 6’ Ohlicher 40’, 62’ Six 76’ | Marcatori | 32’ Trieb |

| Arbitro: | Dellwing |

|                     |           |                      |
| Kühn 60’ Lameck 80’ | Marcatori | 22’ Allgöwer 83’ Six |

| Arbitro: | Eschweiler |

|             |           |           |
| Habiger 82’ | Marcatori | 43’ Mathy |

| Arbitro: | Niebergall |

|                           |           |  |
| von Heesen 58’ Magath 67’ | Marcatori |  |

| Arbitro: | Umbach |

|                                   |           |                                 |
| Kempe 9’ Allgöwer 70’ (rig.), 72’ | Marcatori | 74’ Brandts 81’ (rig.) Matthäus |

| Arbitro: | Stäglich |

|            |           |                         |
| Herbst 10’ | Marcatori | 47’ Reichert 75’ Kelsch |

| Arbitro: | Wippker |

|                                          |           |           |
| Kelsch 25’ Allgöwer 29’, 81’ Förster 78’ | Marcatori | 49’ Glöde |

| Arbitro: | Horeis |

|                      |           |              |
| Allgöwer 44’ Six 62’ | Marcatori | 86’ Hartmann |

| Arbitro: | Redelfs |

|                           |           |                                |
| Eilenfeldt 17’ Allofs 85’ | Marcatori | 11’, 49’ Ohlicher 66’ Reichert |

### Coppa di Germania
| Arbitro: | Retzmann |

|  |           |                        |
|  | Marcatori | 32’ Kempe 48’ Reichert |

| Arbitro: | Eschweiler |

|  |           |                    |
|  | Marcatori | 25’ Kelsch 89’ Six |

| Arbitro: | Jupe |

|  |           |                                          |
|  | Marcatori | 9’ Allgöwer 55’ Kelsch 66’, 77’ Reichert |

| Arbitro: | Niebergall |

|                           |           |  |
| Allgöwer 51’ Reichert 67’ | Marcatori |  |

| Arbitro: | Roth |

|                                            |           |                      |
| Engels 20’ (rig.) Hartmann 84’ Steiner 94’ | Marcatori | 10’ Allgöwer 62’ Six |

## Statistiche

### Statistiche di squadra
| Competizione      | Punti | In casa | In casa | In casa | In casa | In casa | In casa | In trasferta | In trasferta | In trasferta | In trasferta | In trasferta | In trasferta | Totale | Totale | Totale | Totale | Totale | Totale | DR  |
| Competizione      | Punti | G       | V       | N       | P       | Gf      | Gs      | G            | V            | N            | P            | Gf           | Gs           | G      | V      | N      | P      | Gf     | Gs     | DR  |
| ----------------- | ----- | ------- | ------- | ------- | ------- | ------- | ------- | ------------ | ------------ | ------------ | ------------ | ------------ | ------------ | ------ | ------ | ------ | ------ | ------ | ------ | --- |
| Bundesliga        | 48    | 17      | 12      | 4       | 1       | 48      | 21      | 17           | 8            | 4            | 5            | 32           | 26           | 34     | 20     | 8      | 6      | 80     | 47     | +33 |
| Coppa di Germania | -     | 1       | 1       | 0       | 0       | 2       | 0       | 4            | 3            | 0            | 1            | 10           | 3            | 5      | 4      | 0      | 1      | 12     | 3      | +9  |
| Totale            | 48    | 18      | 13      | 4       | 1       | 50      | 21      | 21           | 11           | 4            | 6            | 42           | 29           | 39     | 24     | 8      | 7      | 92     | 50     | +42 |

### Andamento in campionato
| Giornata  | 1  | 2 | 3 | 4 | 5 | 6 | 7 | 8 | 9 | 10 | 11 | 12 | 13 | 14 | 15 | 16 | 17 | 18 | 19 | 20 | 21 | 22 | 23 | 24 | 25 | 26 | 27 | 28 | 29 | 30 | 31 | 32 | 33 | 34 |
| --------- | -- | - | - | - | - | - | - | - | - | -- | -- | -- | -- | -- | -- | -- | -- | -- | -- | -- | -- | -- | -- | -- | -- | -- | -- | -- | -- | -- | -- | -- | -- | -- |
| Luogo     | T  | C | T | C | T | C | T | C | T | C  | T  | C  | T  | C  | T  | T  | C  | C  | T  | C  | T  | C  | T  | C  | T  | C  | T  | C  | T  | C  | T  | C  | C  | T  |
| Risultato | N  | V | V | V | N | V | V | N | P | V  | P  | P  | V  | V  | P  | V  | N  | V  | V  | V  | P  | N  | V  | V  | N  | V  | N  | N  | P  | V  | V  | V  | V  | V  |
| Posizione | 12 | 6 | 2 | 1 | 3 | 3 | 1 | 1 | 3 | 2  | 4  | 5  | 5  | 3  | 5  | 3  | 5  | 3  | 3  | 3  | 4  | 5  | 5  | 4  | 4  | 4  | 4  | 4  | 4  | 4  | 3  | 3  | 3  | 3  |

Legenda:

Luogo: C = Casa; T = Trasferta. Risultato: V = Vittoria; N = Pareggio; P = Sconfitta.

### Statistiche dei giocatori
| Giocatore       | Bundesliga | Bundesliga | Bundesliga  | Bundesliga | Coppa di Germania | Coppa di Germania | Coppa di Germania | Coppa di Germania | Totale   | Totale | Totale      | Totale     |
| Giocatore       | Presenze   | Reti       | Ammonizioni | Espulsioni | Presenze          | Reti              | Ammonizioni       | Espulsioni        | Presenze | Reti   | Ammonizioni | Espulsioni |
| --------------- | ---------- | ---------- | ----------- | ---------- | ----------------- | ----------------- | ----------------- | ----------------- | -------- | ------ | ----------- | ---------- |
| K. Allgöwer     | 33         | 21         | 0           | 0          | 5                 | 3                 | 0                 | 0                 | 38       | 24     | 0           | 0          |
| U. Bialon       | 1          | 0          | 0           | 0          | 0                 | 0                 | 0                 | 0                 | 1        | 0      | 0           | 0          |
| B. Förster      | 31         | 2          | 10          | 0          | 5                 | 0                 | 0                 | 0                 | 36       | 2      | 10          | 0          |
| K. Förster      | 32         | 2          | 2           | 0          | 3                 | 0                 | 0                 | 0                 | 35       | 2      | 2           | 0          |
| S. Grüninger    | 5          | 0          | 0           | 0          | 0                 | 0                 | 0                 | 0                 | 5        | 0      | 0           | 0          |
| W. Habiger      | 20         | 1          | 4           | 0          | 3                 | 0                 | 0                 | 0                 | 23       | 1      | 4           | 0          |
| E. Hadewicz     | 20         | 0          | 2           | 0          | 4                 | 0                 | 1                 | 0                 | 24       | 0      | 3           | 0          |
| A. Jeske        | 2          | 0          | 0           | 0          | 1                 | 0                 | 1                 | 0                 | 3        | 0      | 1           | 0          |
| W. Kelsch       | 23         | 6          | 0           | 0          | 3                 | 2                 | 0                 | 0                 | 26       | 8      | 0           | 0          |
| T. Kempe        | 30         | 7          | 7           | 0          | 4                 | 1                 | 1                 | 0                 | 34       | 8      | 8           | 0          |
| H. Makan        | 13         | 0          | 4           | 0          | 1                 | 0                 | 0                 | 0                 | 14       | 0      | 4           | 0          |
| K. Niedermayer  | 27         | 4          | 3           | 0          | 5                 | 0                 | 0                 | 0                 | 32       | 4      | 3           | 0          |
| H. Ohlicher     | 32         | 8          | 2           | 0          | 5                 | 0                 | 2                 | 0                 | 37       | 8      | 4           | 0          |
| P. Reichert     | 34         | 14         | 0           | 0          | 5                 | 4                 | 0                 | 0                 | 39       | 18     | 0           | 0          |
| H. Roleder      | 30         | 0          | 0           | 1          | 5                 | 0                 | 0                 | 0                 | 35       | 0      | 0           | 1          |
| H. Schlierer    | 4          | 0          | 0           | 0          | 0                 | 0                 | 0                 | 0                 | 4        | 0      | 0           | 0          |
| G. Schäfer      | 29         | 0          | 3           | 0          | 4                 | 0                 | 0                 | 0                 | 33       | 0      | 3           | 0          |
| Á. Sigurvinsson | 23         | 4          | 2           | 0          | 3                 | 0                 | 0                 | 0                 | 26       | 4      | 2           | 0          |
| D. Six          | 29         | 11         | 4           | 0          | 4                 | 2                 | 1                 | 0                 | 33       | 13     | 5           | 0          |
| G. Weiß         | 3          | 0          | 0           | 0          | 2                 | 0                 | 0                 | 0                 | 5        | 0      | 0           | 0          |